# Orchestre national d'Île-de-France
Orchestre national d'Île-de-France je francouzský symfonický orchestr sídlící ve městě Alfortville. Založil jej hudební skladatel Marcel Landowski. Jeho činnost je financována z prostředků rady regionu Île-de-France a francouzského ministerstva kultury. Původním hudebním ředitelem orchestru byl Jean Fournet (1974–1982), po něm přišli Jacques Mercier (1982–2002) a Yoel Levi (2005–2012). V současnosti je jeho šéfdirigentem Enrique Mazzola (od roku 2012). Věnuje se zcela převážně klasické hudbě. V roce 2010 doprovázel orchestr velšského hudebníka Johna Calea při jeho pařížském koncertu, při kterém představil své album Paris 1919.